# Dolomedes silvicola
Espèce
Dolomedes silvicola est une espèce d'araignées aranéomorphes de la famille des Dolomedidae.

## Distribution
Cette espèce se rencontre au Japon et en Chine.

## Description
La femelle holotype mesure 13,88 mm et le mâle paratype 12,13 mm, les mâles mesurent de 8,85 à 14,38 mm et les femelles de 10,75 à 17,59 mm.

## Systématique et taxinomie
Cette espèce a été décrite par Tanikawa et Miyashita en 2008.

## Publication originale
- Tanikawa & Miyashita, 2008 : « A revision of Japanese spiders of the genus Dolomedes (Araneae: Pisauridae) with its phylogeny based on mt-DNA. » Acta Arachnologica, vol. 57, p. 19-35.